# 博姆利茨
博姆利茨（德語：Bomlitz，發音：[ˈbɔmlɪts]）是德国下萨克森州海德县曾经的一个市镇，面积64.17平方千米，2017年12月31日人口为6,955人。2020年1月1日，博姆利茨并入市镇瓦尔斯罗德。